# Aleksander Mihajlovič Rodčenko
Aleksander Mihajlovič Rodčenko [aleksánder mihájlovič rodčénko] (rusko Алекса́ндр Миха́йлович Ро́дченко), ruski slikar, grafik, oblikovalec, grafični oblikovalec, kipar, fotograf, gledališki in kino umetnik, 5. december (23. november, ruski koledar) 1891, Sankt Peterburg, Rusija, † 3. december 1956, Moskva, Sovjetska zveza.
Rodčenko velja za enega od ustanoviteljev konstruktivizma, pionir oblikovanja (dizajna) in oglaševanja (reklame) v Sovjetski zvezi. Deloval je skupaj s svojo ženo, oblikovalko Varvaro Fjodorovno Stepanovo.
Rodil se je v delavski družini. Njegov oče Mihail Mihajlovič Rodčenko (1852-1907) je bil gledališki rekviziter, mati Olga Jevdokimovna Rodčenko (1865-1933) pa perica. Leta 1902 se je družina preselila v Kazan kjer je leta 1905 končal kazansko župnijsko osnovno šolo.
1. 1 2  data.bnf.fr: platforma za odprte podatke — 2011.
2. ↑  SNAC — 2010.
3. 1 2 3  Родченко Александр Михайлович // Большая советская энциклопедия: [в 30 т.] — 3-е изд. — Moskva: Советская энциклопедия, 1969.
4. 1 2  Milner J. Rodchenko [Rodčenko; Rodtchenko], Aleksandr // Grove Art Online — [Oxford, England], Houndmills, Basingstoke, England, New York: OUP, 2017. — doi:10.1093/GAO/9781884446054.ARTICLE.T072572
5. ↑  ZKM | Center za umetnost in medije Karlsruhe — 1997.